# خوسيه داميان فيلاكورتا
خوسيه داميان فيلاكورتا (بالإسبانية: José Damián Villacorta)‏ (و. 1796 – 1860 م) هو سياسي من السلفادور، تولى منصب رئيس السلفادور.